# Сосо Ліпартеліані
Сосо Ліпартеліані (груз. სოსო ლიპარტელიანი, нар. 3 лютого 1971) — грузинський дзюдоїст та тренер, бронзовий призер Літніх Олімпійських ігор 1996 в Атланті.
Після завершення спортивної кар'єри перейшов на тренерську роботу. Тренував молодіжну збірну Грузії, яка на міжнародних змаганнях домоглася хороших успіхів. У вересні 2010 р. очолив першу збірну команду Грузії з дзюдо.